# Joseph Fiennes
Joseph Alberic Twisleton-Wykeham-Fiennes (/ˈfaɪnz/; n. 27 mai 1970, Salisbury, Wiltshire) este un actor englez de film și teatru. Are un frate geamăn. Este cel mai cunoscut pentru rolul lui William Shakespeare din Shakespeare îndrăgostit (1998) pentru care a fost nominalizat la Premiul BAFTA pentru cel mai bun actor și la Premiul Screen Actors Guild pentru cel mai bun actor; pentru rolul lui Sir Robert Dudley din Elizabeth (1998), a Comisarului Danilov în Inamicul e aproape (2001). A mai interpretat rolul Monseniorului Timothy Howard în al doilea sezon al serialului TV American Horror Story (2012-2013).

## Filmografie

### Filme
| An   | Titlu                                   | Rol                              | Note |
| ---- | --------------------------------------- | -------------------------------- | --- |
| 1996 | Stealing Beauty                         | Christopher                      | |
| 1998 | Martha, Meet Frank, Daniel and Laurence | Laurence                         | lansat ca The Very Thought of You în SUA |
| 1998 | Elizabeth                               | Robert Dudley, Earl of Leicester | Broadcast Film Critics Association Award for Breakthrough Artist |
| 1998 | Shakespeare in Love                     | William Shakespeare              | Blockbuster Entertainment Award for Favourite Newcomer Broadcast Film Critics Association Award for Breakthrough Artist Chicago Film Critics Association Award for Most Promising Actor MTV Movie Award for Best Kiss (shared with Gwyneth Paltrow) Screen Actors Guild Award for Outstanding Performance by a Cast in a Motion Picture Nominalizare—BAFTA Award for Best Actor in a Leading Role Nominalizare—MTV Movie Award for Best Breakthrough Male Performance Nominalizare—Screen Actors Guild Award for Outstanding Performance by a Male Actor in a Leading Role Nominalizare—Teen Choice Award for Sexiest Love Scene (împărțit cu Gwyneth Paltrow) |
| 1999 | Forever Mine                            | Manuel Esquema/Alan Riply        | |
| 2000 | Rancid Aluminum                         | Sean Deeny                       | |
| 2001 | Enemy at the Gates                      | Commisar Danilov                 | |
| 2001 | Dust                                    | Elijah                           | |
| 2002 | Leo                                     | Stephen                          | |
| 2003 | Killing Me Softly                       | Adam Tallis                      | |
| 2003 | Sinbad: Legend of the Seven Seas        | Proteus                          | Voice role |
| 2003 | Luther                                  | Martin Luther                    | |
| 2004 | The Merchant of Venice                  | Bassanio                         | Nominalizare—Satellite Award for Best Supporting Actor - Motion Picture |
| 2005 | The Great Raid                          | Major Gibson                     | |
| 2005 | Man to Man                              | Jamie Dodd                       | |
| 2006 | Running with Scissors                   | Neil Bookman                     | |
| 2006 | The Darwin Awards                       | Michael Burrows                  | |
| 2007 | Goodbye Bafana                          | James Gregory                    | |
| 2008 | The Escapist                            | Lenny Drake                      | |
| 2008 | The Red Baron                           | Arthur Roy Brown                 | |
| 2008 | You Me and Captain Longbridge           | Narrator                         | |
| 2008 | Spring 1941                             | Artur Planck                     | |
| 2009 | Against the Current                     | Paul Thompson                    | |
| 2014 | The Games Maker                         | Morodian                         | |
| 2014 | Hercules                                | King Eurystheus                  | |
| 2015 | Strangerland                            | Matthew Parker                   | |
| 2015 | Psy                                     | American man                     | |
| 2016 | Risen                                   | Clavius                          | |
| 2016 | Elizabeth, Michael & Marlon             | Michael Jackson                  | |

### Televiziune
| An      | Titlu                         | Rol                      | Note            |
| ------- | ----------------------------- | ------------------------ | --------------- |
| 2008    | Pretty/Handsome               | Bob Fitzpayne            | Unsold TV pilot |
| 2009–10 | FlashForward                  | Mark Benford             | 22 episodes     |
| 2011    | Camelot                       | Merlin                   | 10 episodes     |
| 2012–13 | American Horror Story: Asylum | Monsignor Timothy Howard | 10 episodes     |

### Piese de teatru
- The Woman in Black, Fortune Theatre London (1993)
- A Month in the Country, Belyaev, Guildford, Richmond and the Albery Theatre London (1994)
- A View from the Bridge, Rodolpho, Guildford, Bristol Old Vic, Strand Theatre London (1995)
- Son Of Man, Jesus Christ, Royal Shakespeare Company, London (1996)||(1997)
- Les Enfants du Paradis, Lacenaire, Royal Shakespeare Company, London (1996)
- Troilus and Cressida, Troilus, Royal Shakespeare Company, Stratford Upon Avon and London (1996)||(1997)
- The Herbal Bed, Rafe Smith, Royal Shakespeare Company, Stratford Upon Avon and London (1996)||(1997)
- As You Like It, Silvius, Royal Shakespeare Company, London (1997)
- Real Classy Affair, Billy, Royal Court Theatre Company, London (1998)
- Christopher Marlowe's Edward II, Edward II, Crucible Theatre, Sheffield (2001)
- War Poet's Reading, Apollo Theatre (2001)
- Othello, Iago, West End, London (2002)
- Love's Labour's Lost, Berowne, Royal National Theatre, London (2003)
- Epitaph for George Dillon, George Dillon, Royal National Theatre, London (2005)||(2006)
- 2,000 Feet Away, Deputy, Bush Theatre, London (2008)
- Cyrano de Bergerac, Cyrano, Chichester Festival Theatre (2009)

### Alte proiecte și contribuții
- 2002 – a contribuit la albumul de compilare, When Love Speaks, care este format din sonete și extrase din piese de teatru de Shakespearean  – "Be not afeard, the isle is full of noises" și "Our revels are now ended" (ambele din The Tempest)
- 2010 – o serie de lecturi ale unor scene de dragoste literare pentru The Carte Noire Readers.
- Joseph Fiennes reads Presumed Innocent de Scott Turow
- Joseph Fiennes reads The Brightest Star in the Sky de Marian Keyes

## Premii și nominalizări
| An   | Organizație                               | Categorie                                                 | Lucrare nominalizată   | Rezultat     |
| ---- | ----------------------------------------- | --------------------------------------------------------- | ---------------------- | ------------ |
| 1998 | Las Vegas Film Critics Society Awards     | Most Promising Actor                                      | Shakespeare in Love    | Câștigat     |
| 1999 | BAFTA Awards                              | Best Actor in a Leading Role                              | Shakespeare in Love    | Nominalizare |
| 1999 | Blockbuster Entertainment Awards          | Favorite Male Newcomer                                    | Shakespeare in Love    | Câștigat     |
| 1999 | Broadcast Film Critics Association Awards | Breakthrough Artist                                       | Elizabeth              | Câștigat     |
| 1999 | Broadcast Film Critics Association Awards | Breakthrough Artist                                       | Shakespeare in Love    | Câștigat     |
| 1999 | Chicago Film Critics Association Awards   | Most Promising Actor                                      | Shakespeare in Love    | Câștigat     |
| 1999 | MTV Movie Awards                          | Best Breakthrough Male Performance                        | Shakespeare in Love    | Nominalizare |
| 1999 | MTV Movie Awards                          | Best Kiss (with Gwyneth Paltrow)                          | Shakespeare in Love    | Câștigat     |
| 1999 | Screen Actors Guild Awards                | Outstanding Performance by a Cast in a Motion Picture     | Shakespeare in Love    | Câștigat     |
| 1999 | Screen Actors Guild Awards                | Outstanding Performance by a Male Actor in a Leading Role | Shakespeare in Love    | Nominalizare |
| 1999 | Teen Choice Awards                        | Sexiest Love Scene (with Gwyneth Paltrow)                 | Shakespeare in Love    | Nominalizare |
| 2005 | Satellite Awards                          | Best Supporting Actor – Motion Picture                    | The Merchant of Venice | Nominalizare |